# (400141) 2006 UA215
(400141) 2006 UA215 es un asteroide que forma parte del cinturón interior de asteroides, descubierto el 25 de octubre de 2006 por Yasuhide Fujita desde el Observatorio Astronómico de Kumakōgen, Kumakōgen, Japón.

## Designación y nombre
Designado provisionalmente como 2006 UA215.

## Características orbitales
2006 UA215 está situado a una distancia media del Sol de 1,928 ua, pudiendo alejarse hasta 2,108 ua y acercarse hasta 1,747 ua. Su excentricidad es 0,093 y la inclinación orbital 19,35 grados. Emplea 977,873 días en completar una órbita alrededor del Sol.

## Características físicas
La magnitud absoluta de 2006 UA215 es 17,6.